# جسیکا ادیر
جسیکا ادیر (انگلیسی: Jessica Adair؛ زادهٔ ۱۹ دسامبر ۱۹۸۶) بازیکن بسکتبال اهل ایالات متحده آمریکا است.